# Creu de Sèrbia

Creu de Sèrbia

La Creu de Sèrbia (en serbi Cрпски Kрст/Srpski Krst) és un dels símbols nacionals de Sèrbia, i té el seu origen en l'antic Imperi Romà d'Orient. Està formada per una creu central i quatre lletres en forma de C a cadascun dels quatre quadrants.
Aquest símbol deriva del làbarum de Constantí I el Gran i va ser representat durant segles a les monedes romanes d'Orient a partir del segle vi. Posteriorment, s'afirmà que les quatre lletres eren en realitat β, i mostraven les inicials del lema de la dinastia dels Paleòlegs de l'Imperi Romà d'Orient: βασιλεύς βασιλέων, βασιλεύων βασιλευόντων - Basileus Basileōn, Basileuōn Basileuontōn (Rei de Reis, Governant sobre Reis).
La creu va passar a Sèrbia i l'Església Ortodoxa Sèrbia a partir de l'edat mitjana durant el temps de Dušan el Gran. Aquest governant incorporà la creu als seus símbols en ser coronat Emperador (Tsar) de serbis i grecs, el 16 d'abril de 1345. Actualment, s'ha convertit en el símbol nacional, religiós i fins i tot ètnic de la nació sèrbia.
Tot i aquesta pervivència, la interpretació dels quatre símbols dels quadrants ha anat canviant. Actualment, hom pensa que es tracta de quatre lletres C de l'alfabet cirílic, i que representen el lema "Само Слога Србина Спасава" - "Samo Sloga Srbina Spasava" (Només la Unitat Salvarà els Serbis) o bé "Cвeti Caвa - Cpпcka Cлaвa" - "Sveti Sava - Srpska Slava" (Sant Sava - Patró dels Serbis).
La Creu de Sèrbia es pot trobar utilitzada oficialment tant a l'escut d'armes com a la bandera nacional.

## Usos històrics de la Creu de Sèrbia

Bandera de l'Imperi Romà d'Orient durant la dinastia dels Paleòlegs, al segle XV
Escut actual de Sèrbia